# Saab 96
La 96 è un'autovettura prodotta dalla casa svedese Saab dal 1960 al 1980.

## Storia
Evoluzione della Saab 93F, viene presentata nel 1960 e prodotta fino al gennaio 1980. La 96 è caratterizzata dall'aver utilizzato due tipologie di propulsori, fino al 1967 era mossa da un 3 cilindri a due tempi, successivamente da un V4 a quattro tempi; è una delle poche auto al mondo ad aver montato due tipologie così differenti di motori. Grazie ad un'importante serie di successi nei rally, sia per la versione a due tempi che quattro tempi, la casa svedese iniziò ad essere conosciuta a livello internazionale. Il pilota Saab più influente è stato lo svedese Erik Carlsson detto "on the roof" per la tendenza a ribaltare le 96 durante le prove speciali e ad uscirne incolume; la rigidezza strutturale della scocca impediva lo schiacciamento del tetto ed una volta girata la vettura sulle ruote, la 96 poteva continuare a gareggiare. Fu il primo modello Saab ad essere importato ufficialmente nel Regno Unito. La vettura venne prodotta in due diversi stabilimenti: dal 1960 al 1978 a Trollhättan in Svezia e tra il 1970 e il 1980, con l'adozione delle motorizzazioni V4, anche ad Uusikaupunki in Finlandia.

## Caratteristiche salienti
Le differenze rispetto alla 93F riguardavano il nuovo lunotto avvolgente e più ampio del 117%; il cruscotto e altri elementi dell'abitacolo; particolare attenzione venne rivolta alla sicurezza, sedili più ampi e completamente riprogettati e dotati di cinture di sicurezza avio, cioè ancorate al sedile; la scocca possiede zone a deformazione programmata ed è munita di numerosi rinforzi che ne impediscono lo schiacciamento in caso di ribaltamento; impianto frenante sdoppiato a X.
Inizialmente la vettura era dotata di un motore completamente nuovo, un 3 cilindri 841 cc a due tempi (miscela 3%) da 38 CV montato longitudinalmente e abbinato ad un cambio a 4 marce con leva al volante. Tra i due organi meccanici era posto un meccanismo a ruota libera disinseribile che consentiva di scollegare il propulsore dalla trasmissione (preservandolo dai deleteri effetti del freno motore). Il particolare schema delle sospensioni e lo sterzo a cremagliera la resero adatta all'uso sportivo soprattutto nei rally.

## Evoluzione

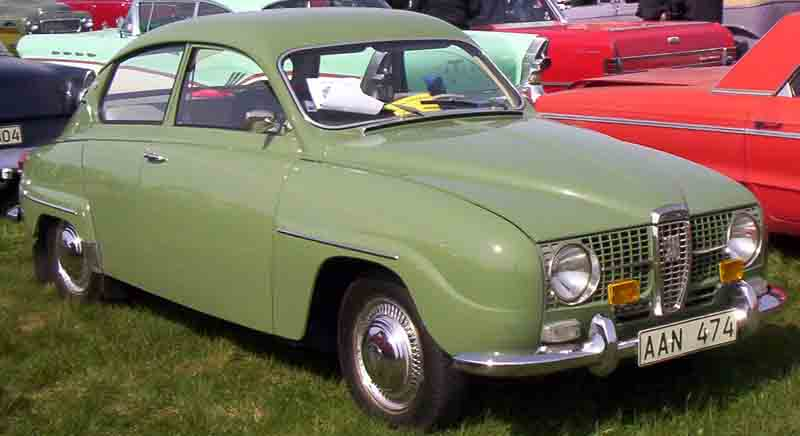
96 del 1965

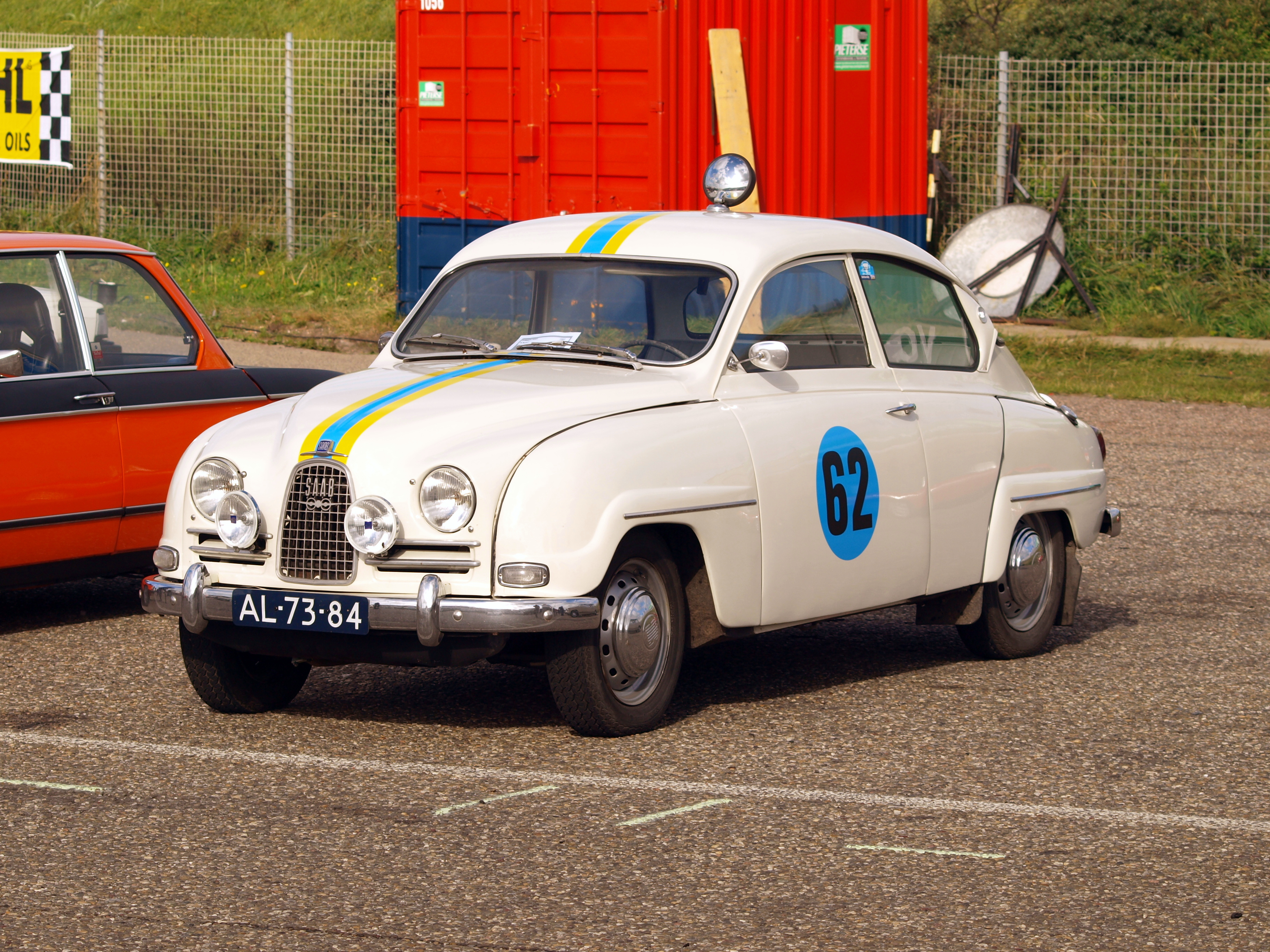
96 del 1962 preparata per i rally storici

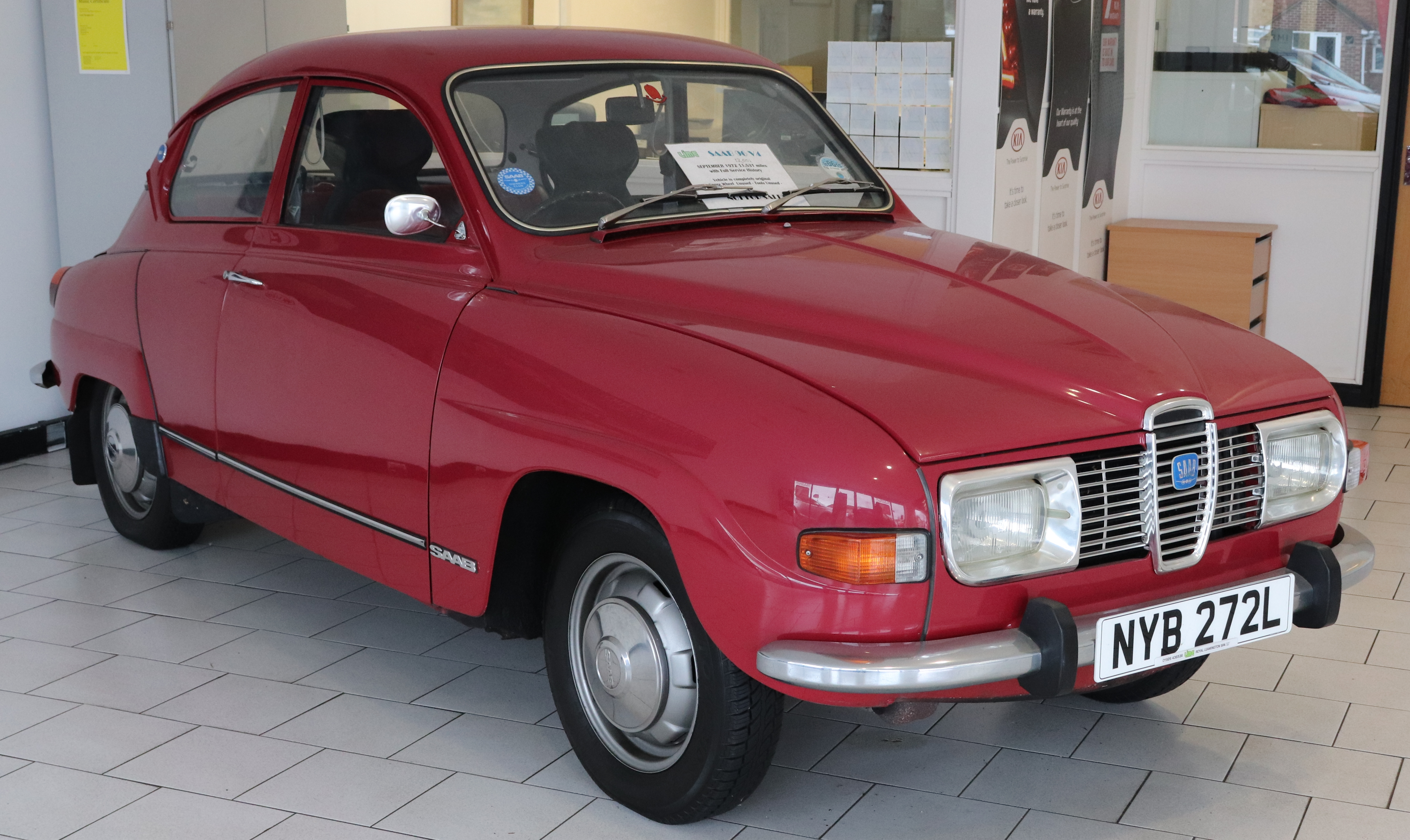
96 V4 (1972)

Il modello del 1960 era caratterizzato dal motore a tre cilindri a due tempi da 38 CV, peso vettura di 861 kg e spazio per quattro adulti. Esteticamente eredita dalla 93 anche il Saab hockey stick. I colori disponibili furono: rosso toreador, blu, grigio perla, beige/marrone, nero, verde scuro. Due gli optional principali disponibili: frizione semiautomatica Saxomat e tettuccio apribile in tela. A partire dal 1960 venne prodotta anche una versione wagon denominata Saab 95.
Dal 1961 si differenziò ulteriormente dalla 93 e venne presentata una versione sportiva: 850 GranTurismo da 57 CV (SAE). Grazie a questa versione si ebbe un incremento delle vendite in Svezia del 42%.
Nel 1962 vennero introdotte le cinture di sicurezza a tre punti per i posti anteriori. La 850 Granturismo venne rimpiazzata dalla 96 Sport: dotata di tre carburatori per 52 CV (DIN), cambio a quattro marce e freni a disco anteriori.
Nel 1964 debuttò il nuovo sistema frenante sdoppiato e incrociato, nuovi strumenti, un parabrezza più ampio e sicuro.
Nel 1965 il frontale venne modificato, ristilizzato sia per esigenze estetiche che funzionali. Il motore, per la versione di accesso, venne portato a 40 CV (DIN) e venne introdotto il comando idraulico per la frizione. Su tutte le versioni venne adottato un nuovo sistema di raffreddamento motore con radiatore nella parte anteriore ed un riscaldamento abitacolo migliorato.
Nel 1966 la versione di accesso alla gamma ottenne un nuovo alternatore, un nuovo sistema di alimentazione a tre carburatori (derivato dalla 96 Sport) con l'incremento a 48 CV (SAE) che consentì l'utilizzo di miscela all'1,5%. La 96 Sport, in seguito alle vittorie del Rally di Montecarlo, cambiò denominazione in 96 Montecarlo 850 adottando tutte le modifiche estetiche precedenti e mantenendo il motore da 52 CV (DIN).
Nel 1967 venne introdotta la 96 V4 con motore a quattro tempi da 1,5 litri e 65 CV a 4700 giri/min. Con questo propulsore le prestazioni aumentarono considerevolmente ed in contemporanea aumentarono le vendite. Con la V4 venne adottato un nuovo alternatore, nuove cinture di sicurezza e nuovi rivestimenti per gli interni.
Nel 1968 uscì di produzione l'ultimo modello Saab a due tempi dopo 320.000 vetture prodotte. Le ultime 96 a due tempi con motore di 816 cm³ da 40 CV vennero esportate esclusivamente negli USA.
La storia della 96 quindi proseguì con la Saab 96 V4.

## Risultati sportivi

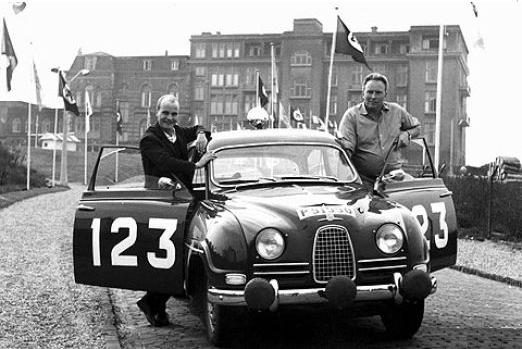
Erik Carlsson (a destra) e G. Häggbom (a sinistra) con la sua 96 prima del Tulip Rally 1962

La 96 a due tempi è stata una delle Saab più vincenti nei rally nazionali e internazionali, soprattutto guidata dal pilota svedese Erik Carlsson "on the roof" e dalla moglie Pat Moss (sorella minore di Stirling Moss). Di seguito i successi più importanti:
1960: Rally delle nevi finlandesi (1º assoluto), Rally di Svezia (1º assoluto), Rally di Finlandia (1º assoluto), Viking Rally (1º assoluto), RAC Rally (Erik Carlsson 1º assoluto), Campionato nordico Rally (1º assoluto).
1961: Rally canadese (1º assoluto), Rally delle nevi finlandesi (1º assoluto), Rally norvegese (1º assoluto), Rally dell'Acropoli (Erik Carlsson 1º assoluto), Rally di Svezia (1º assoluto), RAC Rally (Erik Carlsson 1º assoluto), Campionato nordico di Rally (1º assoluto).
1962: Rally di Montecarlo (Erik Carlsson 1º assoluto), RAC Rally (Erik Carlsson 1º assoluto), Rally delle nevi finlandesi (1º assoluto), East African Safari Rally (Erik Carlsson 7º assoluto), Tulip Rally (Erik Carlsson 4º posto).
1963: Rally di Montecarlo (Erik Carlsson 1º assoluto), Rally dei 1000 Laghi (1º assoluto), Vltava Rally (1º assoluto), Liegi-Sofia-Liegi Rally (Erik Carlsson 2º assoluto).
1964: Rally dei Fiori (Rally di Sanremo) (Erik Carlsson 1º assoluto), Liegi-Sofia-Liegi Rally (Erik Carlsson 2º assoluto), East African Safari Rally (Erik Carlsson 2º assoluto).
1965: BP Australian Rally (Erik Carlsson 2º assoluto), Rally dell'Acropoli (Erik Carlsson 2º assoluto).
1966: Rally di Svezia (1º assoluto), Rally dell'inverno norvegese (1º assoluto), Tulip Rally (1º assoluto), Rally dell'Acropoli (1º assoluto), Gulf Rally (1º assoluto), Vltava Rally (1º assoluto), Rally dei 1000 Laghi (1º assoluto), Coppa delle Alpi (1º assoluto), Lyon-Charbonnière Rally (1º assoluto), Rally di Ginevra (1º assoluto), Rally Volta a Portugal (1º assoluto), Rally d'Angola (1º assoluto), Rally di Libia (1º assoluto), Rally della Malaysia (1º assoluto), Campionato Svedese di Rally (1º assoluto).
Dal 1966 i programmi sportivi Saab si spostarono sulla 96 V4. Quell'anno terminò l'attività sportiva ufficiale delle 96 a due tempi ma esse continuarono a correre a lungo nelle mani di piloti privati.